# Crocidophora fulvidalis
Crocidophora fulvidalis là một loài bướm đêm trong họ Crambidae.